# سیارک ۳۰۶۵
سیارک ۳۰۶۵ (به انگلیسی: 3065 Sarahill، نامگذاری:1984CV) سه هزار و شصت و پنجمین سیارک کشف شده‌است که در ۸ فوریه ۱۹۸۴ کشف شد.
قدر مطلق سیارک برابر ۱۱٫۸۰ است.